# Jolicoeur (Metro Montreal)

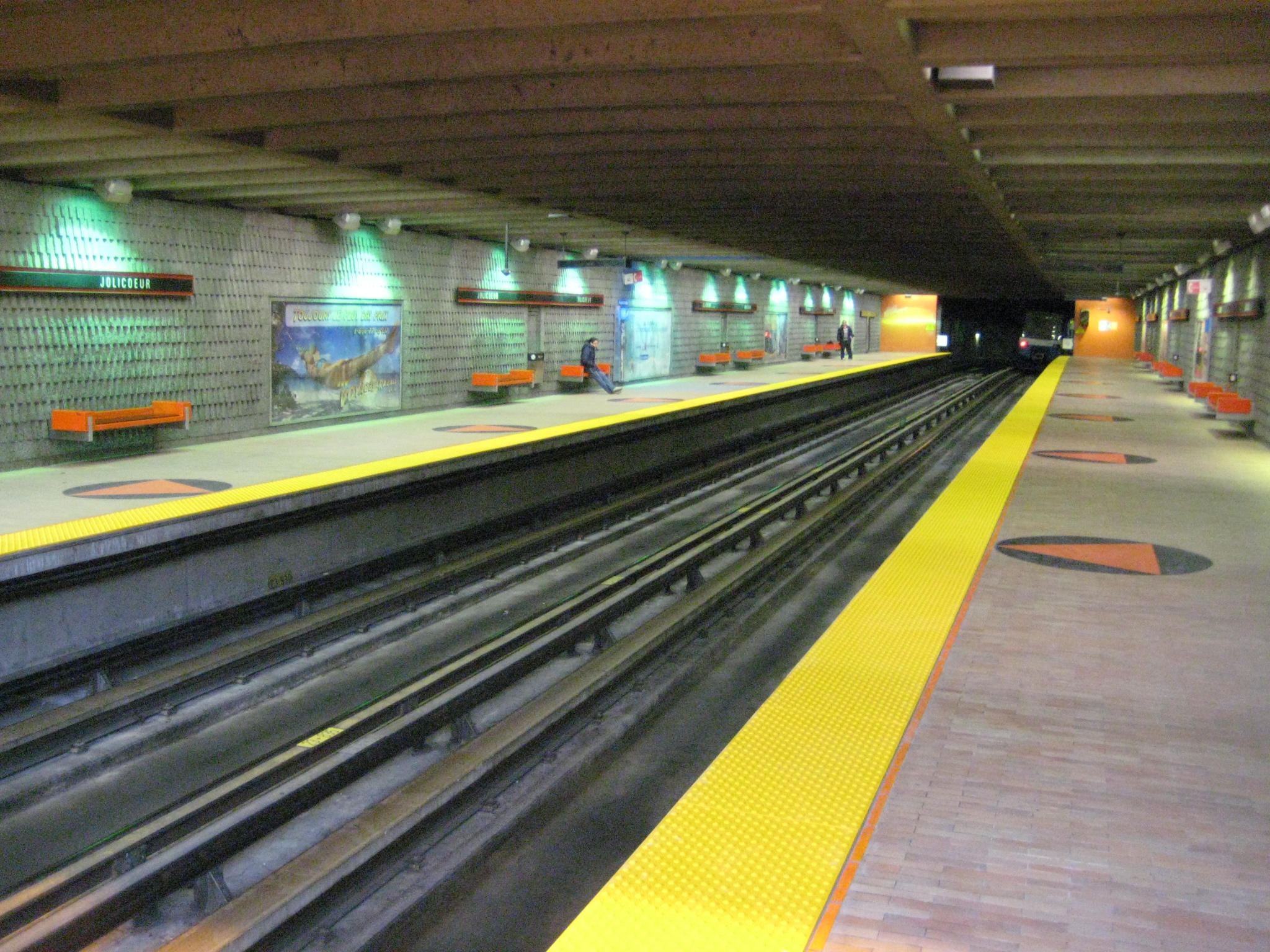
Blick auf die Bahnsteige

Jolicoeur ist eine U-Bahn-Station in Montreal. Sie befindet sich im Arrondissement Le Sud-Ouest an der Kreuzung von Rue Jolicoeur und Rue Drake. Hier verkehren Züge der grünen Linie 1. Im Jahr 2019 nutzten 2.380.128 Fahrgäste die Station, was dem 51. Rang unter den insgesamt 68 Stationen der Metro Montreal entspricht.

## Bauwerk

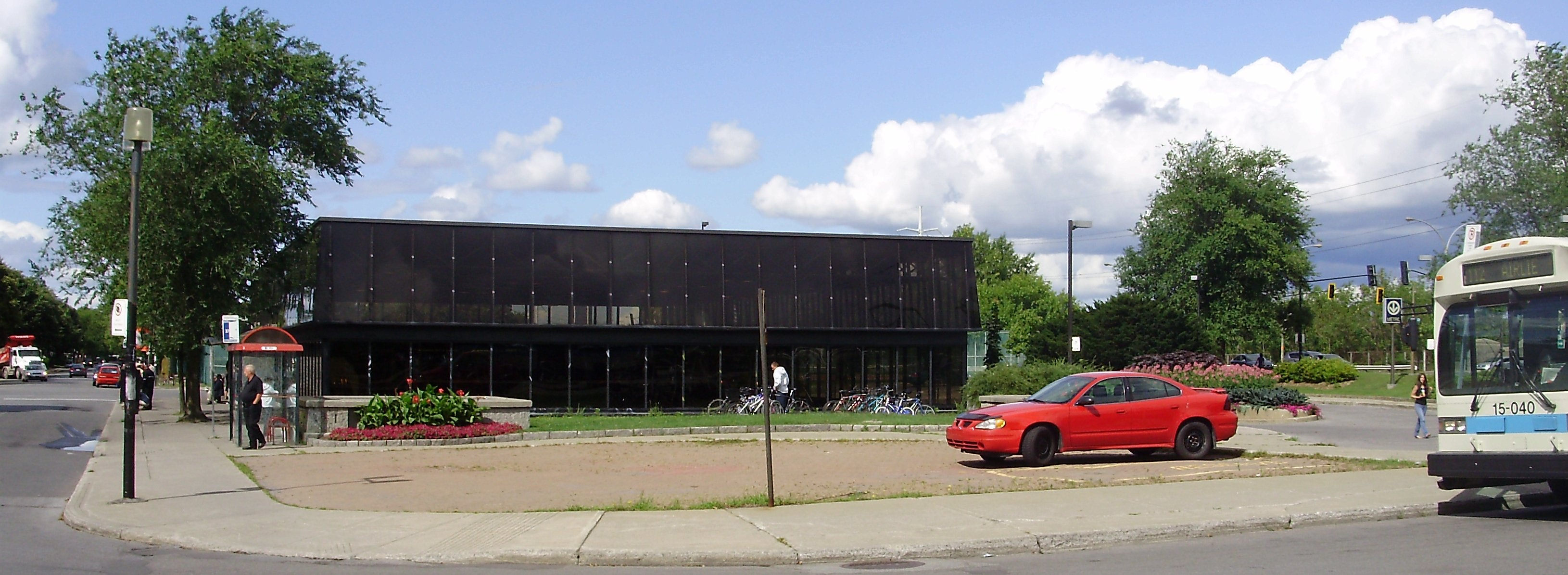
Eingangspavillon

Die von Claude Boucher entworfene Station entstand in offener Bauweise. Treppen und Rolltreppen führen direkt in den vollständig verglasten Eingangspavillon, das Tageslicht fällt somit ungehindert auf die Bahnsteige. Von außen betrachtet erscheint der Pavillon wie ein schwarzer Monolith inmitten einer kleinen Grünanlage. Die modernistische Vorhangfassade bildet einen scharfen Kontrast zur Helligkeit im Innern, hervorgerufen durch die gelbe wellblechartige Decke. Nachts leuchten leistungsstarke Flutlichter.
In 4,6 Metern Tiefe befindet sich die Bahnsteigebene mit zwei Seitenbahnsteigen. Die Entfernungen zu den benachbarten Stationen, jeweils von Stationsende zu Stationsanfang gemessen, betragen 1062,85 Meter bis Monk und 761,39 Meter bis Verdun. Es bestehen Anschlüsse zu vier Buslinien und einer Nachtbuslinie der Société de transport de Montréal, hinzu kommt eine Linie von exo. In der Nähe befindet sich der Canal de l’Aqueduc.

## Kunst
Die Böden der Bahnsteige sind mit 42 identischen Mustern aus Keramikfliesen verziert, die vom Architekten Claude Boucher gestaltet wurden. Es handelt sich um schwarze Kreise mit einem Durchmesser von 1,22 Metern, in denen sich jeweils orangefarbene Dreiecke befindet. Deren helle Farbgebung dienen als Ergänzung der Stationsbeleuchtung.

## Geschichte
Die Eröffnung der Station erfolgte am 3. September 1978, zusammen mit dem Teilstück Atwater–Angrignon der grünen Linie. Namensgeber ist die Rue Jolicoeur, benannt nach dem römisch-katholischen Pfarrer Joseph-Moïse Jolicœur, der 1906 die Gemeinde Notre-Dame du Perpétuel Secours gegründet hatte.